# Húdú

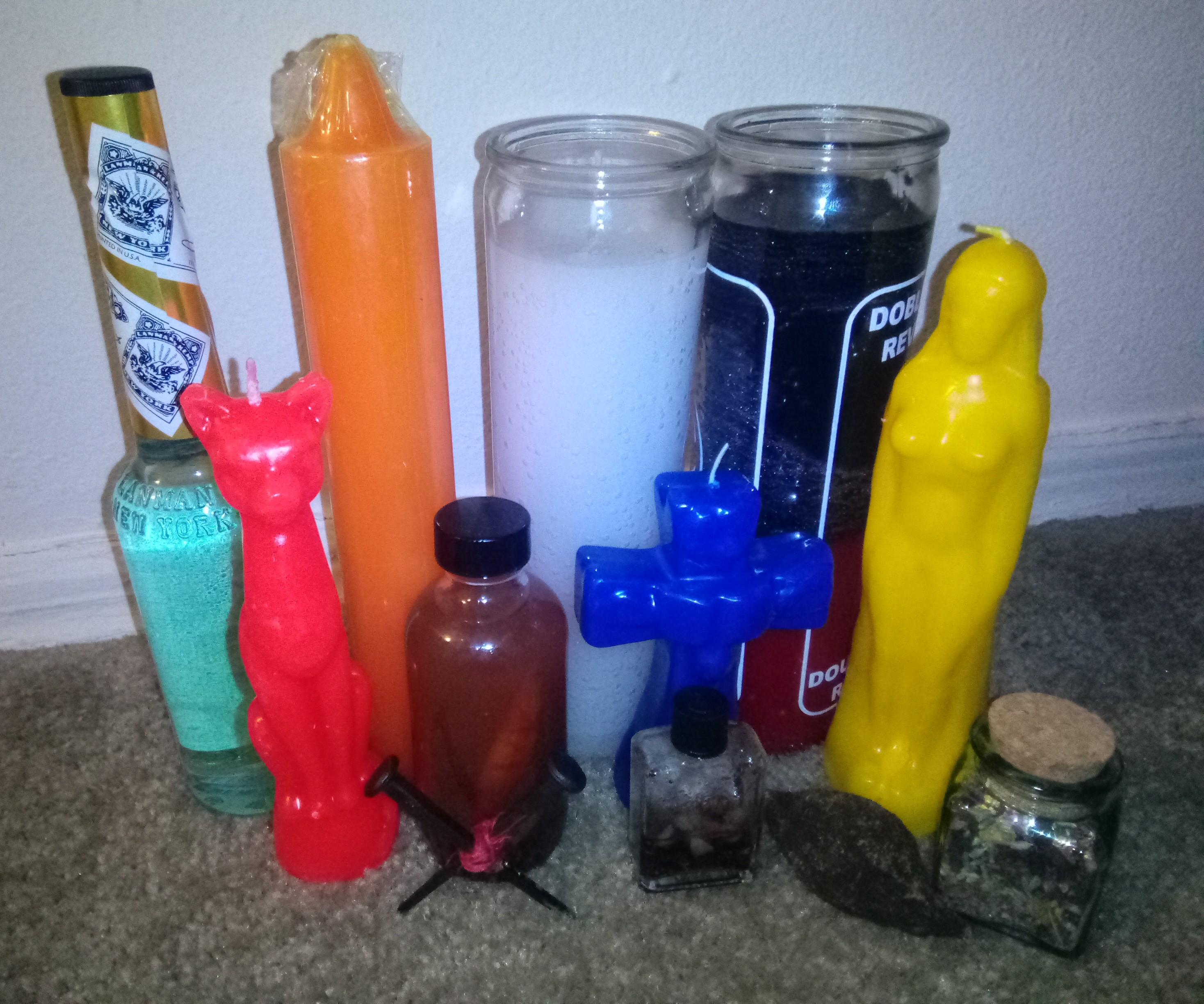
Pomůcky k praktikování húdú

Húdú, anglicky hoodoo, nebo conjure „zaříkání“ a rootwork „kořenářství“, je lidová magie afroamerického původu používaná k léčení, ochraně, zajištění štěstí, věštění a potrestání nepřátel. Typické je používání různých bylin, částí zvířat, nerostů a také svící, vykuřovadel, magických olejů a dalších předmětů.
Původ pojmu není zcela jasný, ale je pravděpodobné, že má, stejně jako výraz vúdú, původ v západní Africe. Snad tak odkazuje na duchy v náboženství kmene Ewe zvané hú a dú, kteří jsou spojováni se zemí a vodou. Húdú může být také jménem obřadu kmene Mina, při kterém se pojídají kolové ořechy potřené krví obětovaných zvířat. Různá západoafrická náboženství zotročených černochů se na území dnešního jihu Spojených států, především v údolí Mississippi, synkretizovala s křesťanstvím a v húdú je kladen velký důraz na práci s Biblí. Magicky užívány jsou hlavně žalmy a jejich části, které se píšou na amulety nebo se pomocí nich zaříkává. Většina praktikantů húdú se také považovala za křesťany. Kromě křesťanství se projevil i vliv evropské lidové magie, spiritismu a spiritualismu, nebo duchovní představy domorodých Američanů. Od doby velké hospodářské krize se húdú začalo šířit i bělošskou populaci a zároveň se komercializovalo.
Jako lucky hoodoo „šťastné húdú“ je označován esoterický systém založeným americkým okultistou Michaelem Bertiauxen, který kombinuje prvky haitského vúdú, hermetismu, martinismu, gnosticismu a dalších esoterických učení. Toto učení nelze ztotožnit s húdú ve smyslu lidové afroamerické magie.